# Нойкіріч
Нойкіріч (нім. Neukieritzsch) — громада в Німеччині, розташована в землі Саксонія. Входить до складу району Лейпциг.
Площа — 56,96 км2. Населення становить 6811 ос. (станом на 31 грудня 2020).